# Computerspilgrafik
Der findes mange computergrafiske teknikker der er blevet brugt til at vise computerspils indhold gennem videospillenes historie. Overvægten af forskellige grafikteknikker har udviklet sig gennem tiden, primært på grund af udvikling hardware og begrænsninger, såsom CPU'ers graphics processing unit's bearbejdelsesevner.

## Tekstbaseret
Nogle af de tidligste videospil var tekstbaserede spil (engelsk: textspil eller text-based spil, der brugte teksttegn i stedet for bitmap- eller vektorgrafik. Eksempler inkluderer MUD'er (multi-user dungeons), hvor spillere kan læse eller se afbildninger af rum, genstande, andre spillere og handlinger udført i den virtuelle verden; og roguelikes, en undergenre af rollespilsvideospil med mange monstre, genstande og miljøeffekter, samt en vægt på randomisering, genspilbarhed og permanent død. Nogle af de tidligste tekstspil blev udviklet til computersystemer, som slet ikke havde nogen videovisning.

## 2D
Spil, der bruger parallel projektion, gør typisk brug af todimensionel bitmap-grafik i modsætning til 3D-renderet trekantbaseret geometri, hvilket giver udviklere mulighed for at skabe store, komplekse spilverdener effektivt og med relativt få kunstaktiver ved at opdele kunsten i sprites eller fliser og genbruge dem gentagne gange (selvom nogle spil bruger en blanding af forskellige teknikker).

### Top-down perspektiv
Top-down perspektiv (på engelsk) også nogle gange omtalt som fugleperspektiv, Overworld, Godview, overhead view eller helikopter view), når det bruges i forbindelse med videospil, refererer til en kameravinkel, der viser spillere og områderne omkring dem fra oven. Selvom det ikke var eksklusivt for videospil, der brugte parallel projektion, var det på et tidspunkt almindeligt blandt 2D- rollespil videospil, krigsspil og konstruktions- og ledelsessimuleringsspil, såsom SimCity, Pokémon og Railroad Tycoon ; såvel som blandt action- og action-eventyrspil, såsom de tidlige The Legend of Zelda- og Grand Theft Auto-spil.

### Side-scrolling spil
Et side-scrolling-spil eller side-scroller er et videospil, hvor synspunktet er taget fra siden, og karaktererne på skærmen generelt kun kan bevæge sig til venstre eller højre. Spil af denne type gør brug af rullende computerskærmsteknologi og nogle gange parallakserulning for at foreslå ekstra dybde.

## 3D
Med fremkomsten af 3D-accelereret grafik kunne videospil udvide sig ud over den typisk sprite-baserede 2D-grafik fra ældre grafikteknologier for at beskrive en visning, der ofte er mere virkelighedsnær og naturtro end deres forgængere. Perspektivprojektion er også blevet brugt i nogle tidligere titler til at præsentere en 3D-visning fra et fast (og dermed noget mindre hardware-intensivt) perspektiv med en begrænset evne til at bevæge sig.

### First-person perspektiv
First-person refererer til et grafisk perspektiv gengivet fra spillerkarakterens synspunkt. I mange tilfælde kan dette være synspunktet fra et køretøjs cockpit. Mange forskellige genrer har gjort brug af førstepersonsperspektiver, inklusive eventyrspil, flysimulatorer og den meget populære first-person shooter- genre. Call of Duty er et eksempel på first-person skydespil

### Third-person perspektiv
Third person refererer til et grafisk perspektiv gengivet fra en visning, der er et stykke væk (normalt bagved og lidt over) fra spillerens karakter. Dette synspunkt giver spillerne mulighed for at se en mere stærkt karakteriseret avatar og er mest almindelig i action- og action-eventyrspil .  Dette synspunkt frembyder dog nogle vanskeligheder, idet når spilleren vender sig eller står med ryggen mod en væg, kan kameraet rykke eller ende i akavede positioner. Spiludviklere har forsøgt at afhjælpe dette problem ved at implementere intelligente kamerasystemer eller ved at give afspilleren kontrol over kameraet.  Der er tre primære typer af tredjepersons kamerasystemer: "faste kamerasystemer", hvor kamerapositionerne indstilles under oprettelsen af spillet; "sporingskamerasystemer", hvor kameraet blot følger spillerens karakter; og "interaktive kamerasystemer", der er under spillerens kontrol.
Sly Cooper og Just Cause-spillene spilles i third-person perspektiver